# Gúr Nándor
Gúr Nándor (Miskolc, 1957. december 25. –) magyar politikus, országgyűlési képviselő, az Országgyűlés jegyzője. Korábban, 2012 és 2014 között az MSZP alelnöke, valamint 2008 és 2014 között az Országgyűlés Foglalkoztatási és Munkaügyi Bizottságának elnöke volt. Nős, két gyermeke van. 2016-tól újra az MSZP alelnöke lett.

## Tanulmányai
1976-ban érettségizett a miskolci Bláthy Ottó Villamosipari Szakgimnáziumban, majd 1980-ban a Nehézipari Műszaki Egyetemen Vegyipari Automatizálási Karán gyárszerelő üzemmérnöki diplomát, majd 1985-ben a Gépészmérnöki Karon gépészmérnöki, 1988-ban pedig gépipari gazdasági mérnöki diplomát szerzett. 1996-ban a Budapesti Közgazdaságtudományi Egyetemen személyügyi szakértőként végzett. Angol középfokú szóbeli nyelvvizsgával rendelkezik. Közigazgatási szakvizsgája van.

## Munkahelyei
1980-tól művezetőként, majd építésvezetőként, ezt követően pedig három évig az ifjúsági mozgalomban dolgozott. 1990-től a közigazgatásban tevékenykedett, közel öt évig volt a BAZ megyei Munkaügyi Központ igazgatója. 1999 februárjától a Borsod-Abaúj-Zemplén megyei Kereskedelmi és Iparkamara szakképzési és foglalkoztatáspolitikai szakigazgatója volt. 1999 februárjában belépett a Magyar Szocialista Pártba. 2002-től 2010-ig a Borsod-Abaúj-Zemplén megyei Közgyűlés tagja. 2002-től országgyűlési képviselő, az Országgyűlés jegyzője és a Vállalkozásfejlesztési Bizottság tagja. 2006-ban mindössze három szavazattal legyőzve a fideszes Molnár Oszkárt egyéni mandátumot szerzett Borsod-Abaúj-Zemplén megyei 8. sz. országgyűlési egyéni választókerületében. 2008 és 2014 között a Parlament Foglalkoztatási és Munkaügyi Bizottságának elnöke, ezt megelőzően, 2002-2008 között pedig e bizottság alelnöke volt. Első parlamenti ciklusában, 2002-2006 között a Környezetvédelmi Bizottságnak is tagja volt.

### Társadalmi tevékenysége
2012-ben a Kongresszus az MSZP alelnökévé választotta, az e tisztségre leadott legmagasabb szavazatszámmal, 88%-kal. (2014-ben e tisztségért és a párt elnökségi tagságáért sem indult újra.) 2014-ig a párt Munkaügyi és Foglalkoztatáspolitikai Tagozatának, illetve Borsod-Abaúj-Zemplén megyei szervezetének elnöke is volt. Továbbra is tagja a párt munka világa kabinetjének. 2006-2010 között tagja volt a megyei közgyűlésnek Borsod-Abaúj-Zemplén megyében. 2020. augusztusa óta az MSZP Nyugdíjastagozatának az elnöke.